# Puchar Polski w piłce siatkowej mężczyzn (1951)
Puchar Polski w piłce siatkowej mężczyzn 1951 (Puchar PZKSS) – 7. sezon rozgrywek o siatkarski Puchar Polski, rozgrywany od 1932 roku.

## Klasyfikacja końcowa
| Miejsce | Drużyna          |
| ------- | ---------------- |
| 1.      | AZS-AWF Warszawa |
| 2.      | AZS Wrocław      |
| 3.      | AZS Łódź         |
| 4.      | CWKS Warszawa    |